# Algarrobo del Águila
Algarrobo del Águila est une ville de la province de La Pampa, en Argentine, et le chef-lieu du département de Chical Co.

## Situation
Algarrobo del Águila est située sur la rive droite du río Atuel, au nord-ouest de la province, aux confins de celle de Mendoza.
La ville se trouve à 171 km de la capitale provinciale Santa Rosa, et à 693 km de Buenos Aires. La voie d'accès est la constituée par la route provinciale 10 et la route nationale 151.

## Population
La localité comptait 641 habitants en 2001, c'est-à-dire une hausse de 36,67 % par rapport aux 469 habitants de 1991.